# Мути, Риккардо
Рикка́рдо Му́ти (итал. Riccardo Muti; род. 28 июля 1941, Неаполь) — итальянский дирижёр, художественный руководитель театра «Ла Скала» с 1986 по 2005 год.

## Биография
Учился в Неаполитанской консерватории в классе фортепиано Винченцо Витали. Окончив её с отличием, продолжил образование в Миланской консерватории под руководством Бруно Беттинелли (композиция) и Антонино Вотто (дирижирование), занимался также у Нино Рота.
Дебютировал как дирижёр в 1966 году. В 1967 г. выиграл в Италии Конкурс дирижёров имени Гвидо Кантелли.
С 1966 года выступает на фестивале «Флорентийский музыкальный май» (в 1973—82 художественный руководитель).
С 1971 года выступал на Зальцбургском фестивале («Дон Паскуале» Гаэтано Доницетти), исполнял в Ковент Гарден «Аиду» (1977).
В 1973—82 годах работал с лондонским оркестром «Филармония» (с 1979 года был главным дирижёром), с Филадельфийским оркестром.
В 1981 году впервые появился на сцене Ла Скала («Свадьба Фигаро»).
С 1986 года был художественным руководителем и главным дирижёром этого театра. Среди постановок в Ла Скала: «Летучий голландец» Вагнера (1988, первое обращение Мути к произведениям великого немца), опера «Так поступают все» (1990), «Дева озера» Россини, «Парсифаль» (1992/93), «Армида» Глюка (1996) и другие. В 1993 здесь же поставил «Весталку» Гаспаре Спонтини (в собственной редакции). В сезоне 1999—2000 под его управлением поставлены «Фиделио» Бетховена, «Тоска» Пуччини, «Диалоги кармелиток» Пуленка.
Среди оперных записей — «Вильгельм Телль» (в заглавной партии Дзанканаро, Philips), «Макбет» (солисты — Милнс, Коссотто, Р. Раймонди, Каррерас, EMI), «Дон Паскуале» (солисты — Брускантини, Френи, Винберг, Нуччи, EMI). Записал также полные циклы симфоний Людвига ван Бетховена, Иоганнеса Брамса, Александра Скрябина, Петра Чайковского, Франца Шуберта, Роберта Шумана.
К состоявшемуся 7 декабря 2004 года открытию «Ла Скала» после почти трёхлетней реконструкции Мути поставил оперу Антонио Сальери «Признанная Европа», которой в 1778 году открывался театр, заново отстроенный после пожара.
В 2005 году покинул «Ла Скала», после чего театр вплоть до октября 2011 года оставался без художественного руководителя.
В 2010 году Мути возглавил Чикагский симфонический оркестр; в октябре 2011 года после почти трехлетних переговоров согласился занять пост «пожизненного почетного директора» Римской оперы; до этого Мути отказался от поста художественного руководителя театра.
В 2011 году Мути получил приз имени Биргит Нильсон — самую большую награду в мире классической музыки — за «выдающийся вклад в развитие оперы и концертов». Награда была вручена королём Швеции Карлом XVI Густавом и представителем шведской королевской оперы.
В 2022 был внесён кандидатом в списки голосования за президента Итальянской республики.
Семь раз дирижировал Венским филармоническим оркестром на традиционном ежегодном новогоднем концерте: в 1993, 1997, 2000, 2004, 2018, 2021 и 2025 годах.
Введён в Зал славы журнала Gramophone.
1 октября 2001 года за заслуги в развитии и укреплении российско-итальянских культурных связей награждён орденом Дружбы.

## Награды
- Кавалер Большого креста ордена «За заслуги перед Итальянской Республикой» (27 декабря 1990 года)[10].
- Великий офицер ордена «За заслуги перед Итальянской Республикой» (2 июня 1980 года)[11].
- Командор ордена «За заслуги перед Итальянской Республикой» (13 июля 1978 года)[12].
- Золотая медаль «За вклад в развитие культуры и искусства» (13 января 1997 года)[13].
- Рыцарь-командор ордена Британской империи (Великобритания, 2000).
- Офицер ордена Почётного легиона (Франция, 2010).
- Большой золотой почётный знак «За заслуги перед Австрийской Республикой (Австрия, 2021).
- Большой офицерский крест Почётного знака За заслуги перед Австрийской Республикой (Австрия, 2001).
- Офицерский крест ордена «За заслуги перед Федеративной Республикой Германия» (Германия, 2001).
- Большой крест ордена Святого Григория Великого (Ватикан, 2012).
- Орден Восходящего солнца II степени (Япония, 2016).
- Орден Дружбы (Россия, 1 октября 2001 года) — за заслуги в развитии и укреплении российско-итальянских культурных связей[14].
- Орден «За заслуги» III степени (Украина, 1 июля 2018 года) — за весомый личный вклад в развитие международного культурного сотрудничества, отстаивание ценностей мира и свободы, поддержку государственного суверенитета и территориальной целостности[15][16].
- Орден Святого Месропа Маштоца (Армения).
- Орден Дружбы (Армения, 25 июня 2021 года) — за значительный вклад в культурное сотрудничество между Арменией и Италией, укрепление и развитие армяно-итальянских дружеских отношений[17].
- Премия Вольфа (2000).
- Премия принцессы Астурийской (2011).
- Императорская премия (2018).
- Серебряная медаль Моцарта за заслуги перед музыкой.
- Иностранный член Американского философского общества (1989)[18]
- Почётный член: Royal Academy of Music, Wiener Hofmusikkapelle, Wiener Staatsoper.
- Почётный доктор Барселонского университета.
- Почётный зарубежный член РАХ (2021)[19]